# Wiluïta

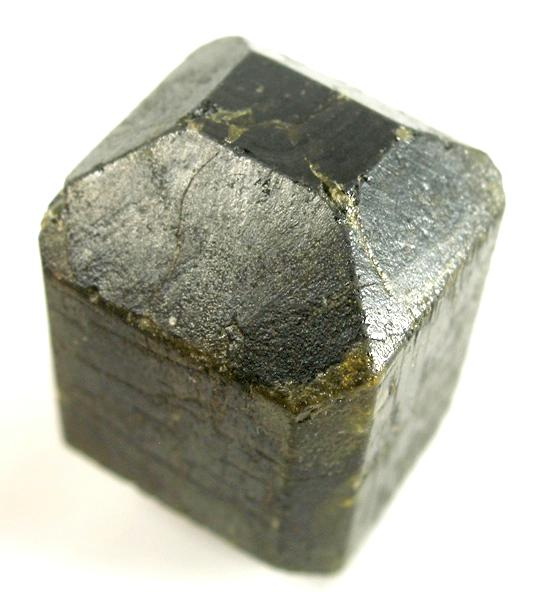
Wiluïta oposada a la base. Mostra: 2.5 x 1.7 x 1.5 cm.

La wiluïta és un sorosilicat verd fosc, marró o negrós de fórmula: Ca19(Al, Mg)13(B,[], Al)₅(SiO₄)10(Si₂O₇)₄(O, OH)10.
Té una duresa a l'escala de Mohs de 6 i una densitat de 3,36. Té un llustre vitri, una exfoliació pobra i una fractura irregular. Cristal·litza en el sistema tetragonal i es presenta com a cristalls ben formats amb bona aparença externa. és isoestructural amb el grup de la vesuvianita i està associat amb la Wol·lastonita i amb les grossularines verd oliva (viluites) dels skarn de serpentinita.
Normalment la wiluïta és confosa amb altres minerals, referint-se a ella com grossulària.

## Història
Va ser descoberta l'any 1998 al Riu Viliüi a (Yakutia), Rússia i nomenada pel seu lloc de descobriment.